# Komi Sélom Klassou
Komi Sélom Klassou (Notsé, 10 de fevereiro de 1960) é um político togolês, que foi primeiro-ministro do seu país de junho de 2015 a setembro de 2020.

## Vida e carreira
Ele nasceu em Notsé na província de Haho Ele foi nomeado ministro da cultura, juventude e esportes no governo nomeado em 8 de outubro de 2000, cargo que ocupou até ser nomeado ministro do ensino primário e secundário em o governo nomeou em 29 de julho de 2003. Ele também liderou a campanha de Faure Gnassingbé nas eleições presidenciais de abril de 2005, e após o declarado Tribunal Constitucional Para Gnassingbé, o vencedor da eleição, que foi discutido pela oposição, Klassou chamou de "uma grande vitória para o povo do Togo".
Klassou serviu como ministro do ensino primário e secundário por mais de quatro anos. Ele foi o primeiro candidato na lista de candidatos do Grupo Popular de Tongo pela prefeitura de Haho nas eleições parlamentares de outubro de 2007 e foi vitorioso. Em 24 de novembro de 2007, ele foi eleito como o primeiro vice-presidente da Assembléia Nacional, e foi substituído em sua posição ministerial no governo nomeado em 13 de dezembro de 2007.
Klassou era membro da Agência Política do RPT.
Após as eleições parlamentares de julho de 2013, Klassou foi reeleito como primeiro vice-presidente da Assembleia Nacional em 2 de setembro de 2013.
Após a reeleição do presidente Gnassingbé nas eleições presidenciais de abril de 2015, ele nomeou Klassou como primeiro-ministro em 5 de junho de 2015. Klassou assumiu o comando em 10 de junho de 2015, sucedendo Kwesi Ahoomey-Zunu A composição do novo governo sob Klassou, que incluiu 23 ministros, foi anunciada em 28 de junho de 2015.